# Thief (colonna sonora)
Thief, pubblicato nel 1981, è il quattordicesimo album del gruppo di musica elettronica tedesco Tangerine Dream.
Si tratta della colonna sonora del film Strade violente (titolo originale Thief) del regista statunitense Michael Mann. L'intero commento sonoro al film comprende anche un brano rock composto ed eseguito da Craig Safan, che è poi uno dei temi principali del film, questo pezzo è intitolato Confrontation ed è presente su disco unicamente negli LP stampati negli Stati Uniti e in Australia. In tutte le altre edizioni in vinile e in CD il pezzo è assente e si può ascoltare unicamente il commento sonoro realizzato dai Tangerine Dream.
Tra i brani che compongono Thief si potranno rintracciare degli estratti dagli album Force Majeure e Tangram missati in maniera differente, probabilmente adattati per il film. Da notare che la Virgin Records ha pubblicato, sempre nel 1981, un singolo 12" 45 giri promozionale unicamente per il mercato americano ed inglese. Il singolo in questione contiene tra le altre un brano intitolato Dr. Destructo che però risulta essere una versione più lunga e differente del pezzo omonimo contenuto nell'album. Thief è la seconda colonna sonora ufficiale realizzata dai Tangerine Dream per pellicola cinematografica; nello stesso anno il gruppo berlinese ha composto altre musiche per lo stesso regista Michael Mann che sono finite poi nella colonna sonora del film La fortezza del 1983, queste sono rimaste tuttavia inedite e mai stampate in maniera ufficiale se non all'interno di qualche CD bootleg.

## Tracce
1. Beach Theme – 3:44
2. Dr. Destructo – 3:18
3. Diamond Diary – 10:48
4. Burning Bar – 3:11
5. Beach Scene – 6:48
6. Scrap Yard – 4:40
7. Trap Feeling – 2:57
8. Igneous – 4:45

## Formazione
- Edgar Froese – tastiere, equipaggiamento elettronico e chitarra.
- Christopher Franke – sintetizzatori, equipaggiamento elettronico, percussioni elettroniche.
- Johannes Schmoelling – tastiere, equipaggiamento elettronico.

## Crediti
- Composto e suonato da Edgar Froese, Chris Franke e Johannes Schmoelling.
- Registrato nel 1980 presso lo studio privato di Chris Franke.
- Tecnici del suono: Tangerine Dream.
- Masterizzato da George Piros.
- Prodotto da Tangerine Dream e Michael Mann.
- Equipaggiamento elettronico: Crumar GDS Computer + sintetizzatori Roland.

## Uscite Discografiche in LP
- Virgin Records Ltd. (1981) codice prima stampa inglese V 2198
- Virgin/Ariola (1981) codice prima stampa tedesca 203 472
- Virgin Dischi SpA (1981) stampa italiana
- Virgin International (1981) stampa internazionale

## Ristampe in CD
- Virgin Records Ltd. (1985) codice CDV 2198 (fabbricato in Germania Ovest per mercato inglese, tedesco, europeo)
- Virgin Records Ltd. (1990) codice VJCP-2520 (fabbricato Giappone per mercato asiatico)
- Virgin Records Ltd. (1995) codice TAND 12 (fabbricato UK, Olanda, Francia, Italia "rimasterizzato")

## Detentori dei Diritti d'Autore
- 1981-1993: Virgin Music (Publishers) Ltd. / United Artists Music Ltd.
- 1994 ad oggi: EMI Virgin Music Ltd.